# Huracán Henriette (2007)
El huracán Henriette fue el décimo-primer ciclón tropical de la Temporada de huracanes del Pacífico de 2007, la octava tormenta en recibir dicho nombre y el tercer huracán en formarse durante dicha temporada. Su origen como ciclón tropical se dio muy cerca de las costas meridionales mexicanas y experimentó un desarrollo en un lapso relativamente corto, provocando lluvias intensas y vientos fuertes en los estados del sur, suroeste y oeste de México. El 2 de septiembre, efectuó un desplazamiento casi estacionario con dirección oesnoroeste provocando fuertes lluvias en gran parte de territorio mexicano.
El 4 de septiembre, alcanzó el grado de huracán de categoría 1 en la escala de Saffir-Simpson tocando tierra en la península de Baja California por la tarde del mismo día. A las 22.00 h Tiempo del centro (03 UTC del día 6) del 5 de septiembre, tocó tierra por segunda vez en México degradándose a tormenta tropical horas después en el estado de Sonora.

## Historia meteorológica
El jueves, 30 de agosto de 2007, una extensa zona de inestabilidad al sur de los estados mexicanos de Guerrero y Oaxaca propició la formación de la depresión tropical 11-E localizándose a 175 km al sur de Puerto Escondido en el océano Pacífico.
Para las 7:00 h Tiempo del Centro (12:00 UTC) del día 31, ascendió su intensidad al grado de tormenta tropical adquiriendo el nombre de Henriette y localizándose 140 km al sur del puerto de Acapulco y 267 km al sureste del puerto de Zihuatanejo, manteniendo un desplazamiento paralelo al estado de Guerrero con dirección oesnoroeste a 16 km/h. Para este momento, registró una intensidad en sus vientos de 65 km/h y rachas de hasta 85 km/h. y una presión mínima de 1000 hP. Para esa misma noche incrementó sus vientos a 85 km/h con rachas de hasta 100 km/h que a su vez favorece una gran zona de inestabilidad en los estados de Michoacán, Colima y Jalisco.

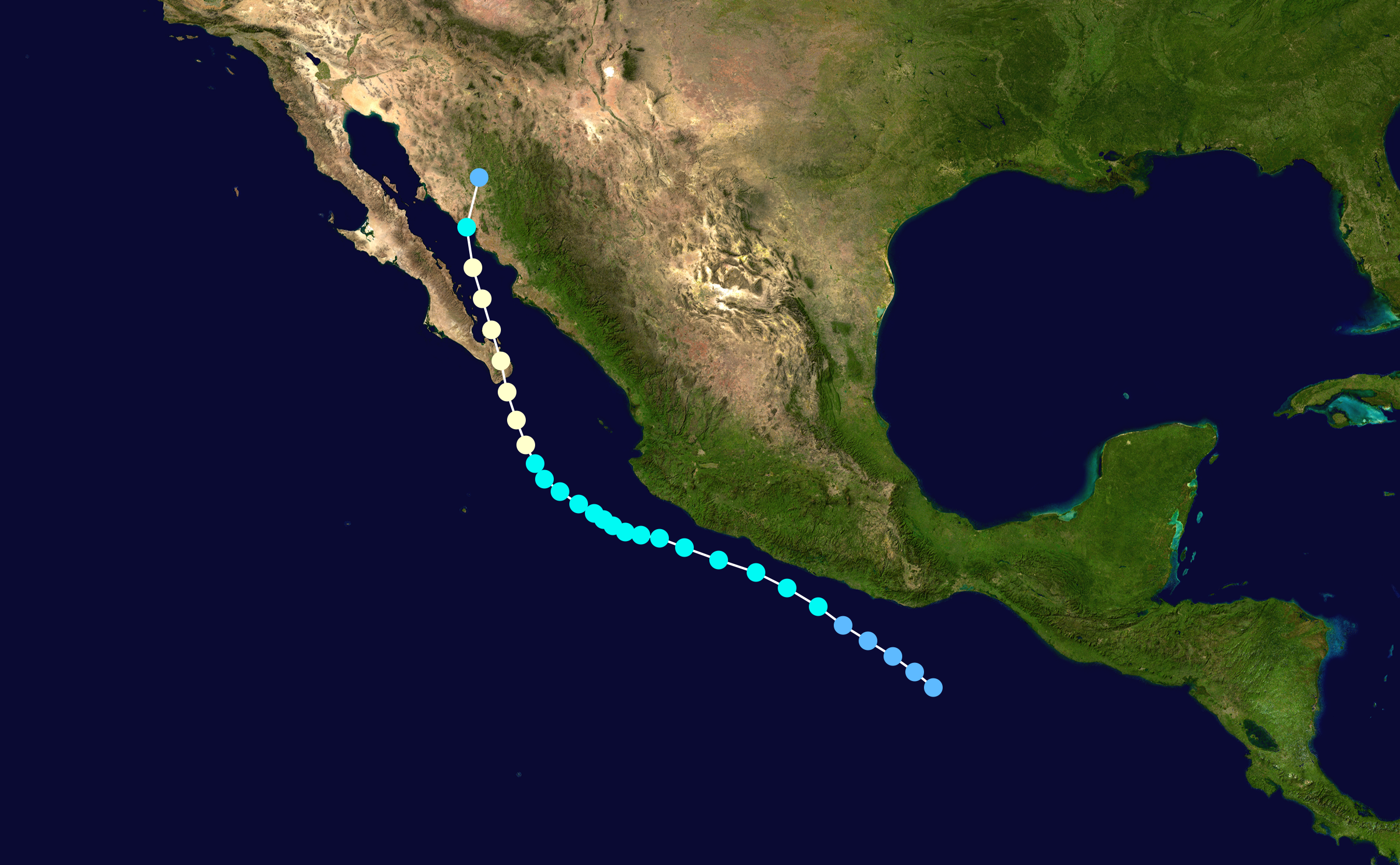
Trayectoria del huracán Henriette.

A las 14:00 h Tiempo del Centro (18:00 UTC) se localizó a 130 km al sursudoeste de Manzanillo, Colima con desplazamiento a dirección oesnoroeste a 19 km/h donde parece alejarse a aguas del Pacífico Central. A la 01:00 h local (06:00 UTC) se localizó a 225 km al oeste-suroeste de Cihuatlán, Jalisco con un desplazamiento hacia el oesnoroeste a 17 km/h, asimismo incrementando la velocidad de sus vientos a 110 km/h y rachas de hasta 140 km/h cubriendo a su paso los estados del litoral medio del Pacífico en una extensa zona de inestabilidad.
A las 22.00 h Tiempo del Centro (03 UTC 4/Sep) del 3 de septiembre se localizó 275 km al sursudeste de Cabo San Lucas y a 285 km al sursudeste de San José del Cabo, en el estado de Baja California Sur efectuando un desplazamiento con dirección hacia el noroeste a 11 km/h hacia este estado.
A las 4.00 h Tiempo del Centro (9 UTC) del 4 de septiembre, Henriette se convirtió en huracán de categoría 1 en la escala de Saffir-Simpson con vientos sostenidos de 120 km/h y rachas de hasta 150 km/h, localizándose a 185 km al sursureste de Cabo San Lucas y a 330 km al sursureste de La Paz, Baja California Sur.
A las 15.30 h Tiempo del Centro (22.00 UTC), Henriette tocó tierra a 10 km al noreste de San José del Cabo, en la península de Baja California Sur con vientos sostenidos de 130 km/h y rachas de hasta 150 km/h siguiendo un desplazamiento hasta el nornoroeste a 17 km/h.
A las 19.00 h Tiempo del centro (00.00 UTC 06/Sep), Henriette tocó tierra por segunda vez en territorio mexicano cerca de Guaymas, Sonora. Para las 22:00 h Tiempo del Centro (03 UTC 06/Sep), se debilitó a tormenta tropical en tierra, localizándose a 35 km al sursudeste de Hermosillo y a 95 km al norte de Empalme, en Sonora.
Finalmente, Henriette se degradó a depresión tropical en tierra a las 04:00 horas Tiempo del Centro (09:00 UTC) del 6 de septiembre, disipándose más tarde al norte del estado de Sonora y en los límites con los estados de Arizona y Nuevo México en Estados Unidos.

## Preparativos

### México
El 31 de agosto, ante la cercanía del ciclón tropical por su desplazamiento paralelo a las costas de los estados de Oaxaca, Guerrero y Michoacán, el Servicio Meteorológico Nacional en México decretó zona de alerta desde Lagunas de Chacagua, Oaxaca, hasta el cabo Corrientes, Jalisco. De igual manera, hizo un llamado a la población para extremar precauciones ante el posible embate de lluvias moderadas a fuertes, intensos vientos y oleaje elevado en las costas sur y suroeste de México.
El 3 de septiembre, el secretario de Gobernación Francisco Ramírez Acuña, informó que desde el 30 de agosto se había decretado la alerta en diecisiete estados del país para la movilización de Protección Civil en prevención de su respectiva entidad, esto ante la inminente cercanía y pronosticada trayectoria de Henriette y a su vez la cercanía a territorio nacional del huracán Félix en el mar Caribe.

#### Guerrero
Luego de que el SMN declarara alerta moderada el 31 de agosto ante la cercanía del meteoro en la costa guerrerense, Capitanía de Puerto en Acapulco cerró a la navegación a embarcaciones pequeñas y de pesca ribereña. Por su parte, la Secretaría de Educación de Guerrero suspendió las clases para el turno vespertino de ese día a causa de las consecuentes lluvias intensas presentadas durante dicha jornada.

#### Baja California Sur
El 4 de septiembre, el Servicio Meteorológico Nacional decretó zona de alerta desde Mulegé hasta Cabo San Lucas, y de este último hasta el puerto de San Andresito. En La Paz, la Dirección Municipal de Protección Civil dio a conocer que en una primera etapa se abrirán trece refugios temporales en dicha ciudad y dejó en plan de evacuación a más de 2000 personas que se encontraban establecidas en zonas de alto riesgo. También, anunció la disponibilidad de cuarenta refugios temporales. Por otra parte, la Secretaría de Educación Pública del estado informó que se suspenderían las clases en los municipios de La Paz y Los Cabos a partir del 4 de septiembre hasta el paso del meteoro en la península de Baja California.

#### Sinaloa
La Unidad de Protección Civil informó que se contaba con más de mil albergues desde la Bahía de Altata hasta los límites con Sonora para ser de utilidad si se requirieran durante la contingencia.

#### Sonora
El 4 de septiembre, la Unidad Estatal de Protección Civil (UEPC) decretó alerta amarilla en la costa del estado, por lo que se vio necesaria la evacuación en albergues a personas que habitan en zonas en riesgo de inundaciones en los municipios costeros. El mismo organismo indicó que en el sur del estado se cerraron todos los puertos a la navegación, como medida de precaución ante los intensos vientos que se pudieran dejar sentir durante el paso del meteoro. El 5 de septiembre, el Consejo de Emergencias por Ciclones Tropicales informó que se suspenderían las clases en los municipios de Huatabampo, Etchojoa, Navojoa, Cajeme, San Ignacio Río Muerto, Benito Juárez, Bácum, Guaymas y  Empalme, ya que dichas instituciones educativas servirían de albergues provisionales para familias que habitan en zonas de alto riesgo.

## Impacto

### México

#### Oaxaca
En el lapso de los días 30 y 31 de agosto se registraron precipitaciones pluviales de consideración en la zona sur y centro del estado siendo la máxima registrada en la localidad de Cerro de Oro con 222.5 mm.

#### Guerrero
En el puerto de Acapulco, tras las fuertes lluvias registradas durante el 31 de agosto y 1 de septiembre, se reportaron 6 personas muertas a consecuencia de derrumbe de rocas en dos colonias de la zona suburbana y alta del puerto. Además de inundaciones por el desbordamiento del río de La Sabana, el cual, propició la necesidad de evacuación de al menos cien familias de colonias aledañas a dicha fluyente por parte del Consejo Estatal de Protección Civil. El SSN informó de una precipitación considerable con acumulados de 213.5 mm, esta última poco menor a la registrada en la localidad de Cumbres de Figueroa con 246.0 mm también en el estado de Guerrero.
Jorge Antonio Pacheco Albert, Director de Protección Civil en el Puerto de Acapulco, informó que se reportaron alrededor de 800 personas damnificadas durante el paso de Henriette en la costa, donde resultaron con mayores afectaciones las colonias Luis Donaldo Colosio y Llano Largo, localizadas en la zona suburbana del puerto, además del traslado de 337 personas a refugios temporales.

#### Michoacán
De acuerdo a informes de la Unidad Estatal de Protección Civil, se registraron derrumbes en la carretera Lázaro Cárdenas - Manzanillo, el desbordamiento del río Acalpican dejando afectaciones en el municipio de Lázaro Cárdenas. En la localidad de El Habilal, alrededor de 50 viviendas quedaron afectadas con inundaciones de hasta 1 m de altura que provocaron el desalojo de los habitantes de dicha comunidad a albergues provisionales.

#### Jalisco
El 6 de septiembre, la Secretaría de Gobernación emitió la declaratoria de emergencia en los municipios de Tecalitlán, Mascota, Cabo Corrientes, Tomatlán, La Huerta, Casimiro Castillo, Cuautitlán de García Barragán, Villa Purificación y Cihuatlán, al resultar con afectaciones de consideración por las intensas lluvias provocadas por el Huracán Henriette. A su vez, el Gobierno del estado contará con el Fondo Revolvente del Fondo de Desastres Naturales (FONDEN) para respaldar las necesidades de los refugiados y damnificados que lo requieran.

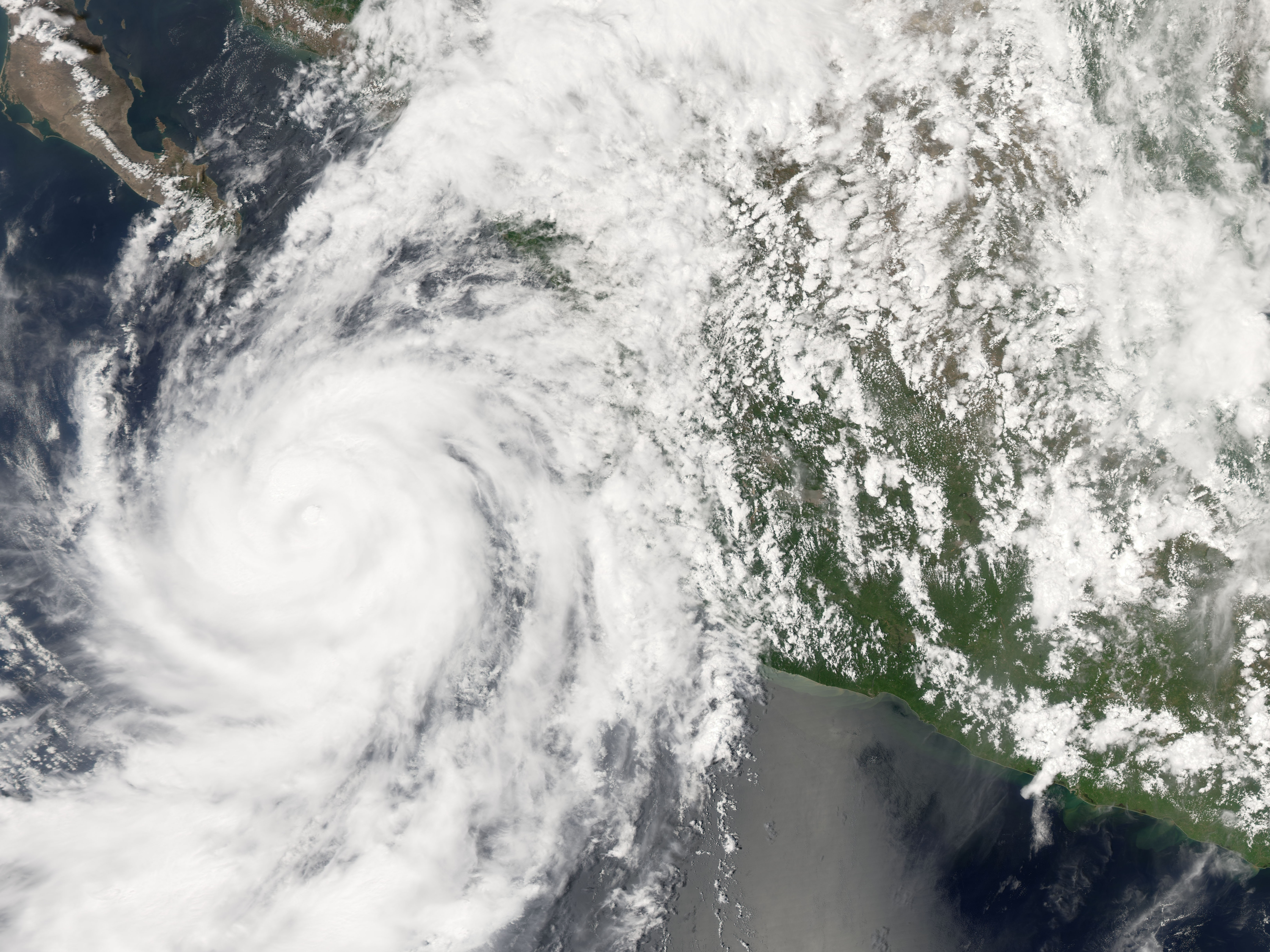
El huracán Henriette acercándose a las costas de Baja California Sur en México el 3 de septiembre de 2007.

#### Baja California Sur
El 5 de septiembre, se dio a conocer que en su paso por la zona sur de la península de Baja California, Henriette dejó un saldo de alrededor de 13 000 damnificados. A su vez, José Gajón, director de Protección Civil Estatal, informó que se llevó a cabo la evacuación de 4000 personas en Los Cabos y 3000 personas en La Paz. Luego de que se diera refugio a alrededor de 4000 afectados, el Gobierno Federal dio a conocer que enviaría un avión Hércules con los respectivos víveres.
El 5 de septiembre, se reportó en La Paz la desaparición de una embarcación de nombre "BEA", en la cual iban a bordo cuatro tripulantes, dos de ellos de nacionalidad japonesa. Dicha embarcación salió de Candelero en la Isla Espíritu Santo con destino a La Paz junto con otro buque turístico sin el respectivo permiso de Capitanía de Puerto a las 14:00 h Tiempo del Centro del día anterior, cuando se sentían en mayor proporción los efectos de Henriette en la zona. La Marina de México inició su búsqueda aérea de la embarcación el día posterior a su desaparición.

#### Sinaloa
En Los Mochis, fue necesaria la evacuación de 260 familias de las partes bajas debido a las consecuentes lluvias. En el municipio de Ahome, se decretó la Alerta amarilla ante los últimos efectos de Henriette que habían dejado precipitaciones pluviales mayores a los 90 milímetros provocando inundaciones y crecimiento desmedido de ríos y arroyos. En el municipio de Mazatlán, El Fuerte y Guasave también se registraron precipitaciones pluviales durante el 4 y 5 de septiembre provocando inundaciones de consideración.
El 5 de septiembre, el gobernador del estado, Jesús Aguilar Padilla, solicitó al Gobierno Federal que se declararan en emergencia diez municipios del estado dado a los últimos efectos de huracán causados por Henriette. En los municipios de Angostura, Guamúchil, Guasave y Los Mochis se reportaron suspensiones momentáneas del suministro eléctrico a causa de las fuertes lluvias e intensos vientos. Fue necesaria la evacuación de alrededor de 600 familias en Navolato y Los Mochis.

#### Sonora
El coordinador de la Unidad Municipal de Protección Civil en Guaymas, Gerardo León Soto, confirmó la muerte de dos personas en San Carlos tras el paso del meteoro. Henriette impactó en los municipios de Empalme y Guaymas, localizados en la costa. Por otra parte, en Ciudad Obregón, la CONAGUA reportó vientos de alrededor de 123 km/h con rachas de hasta 188 km/h.
Más tarde, Notimex confirma la muerte de dos personas más en el municipio de Empalme, en las primeras horas del 6 de septiembre cuando accionaban un su hogar un motor de combustible

La Secretaría de Gobernación a través de la Coordinación de General de Protección Civil, emitió desde el 5 de septiembre, la declaratoria de emergencia para 67 municipios del estado a causa de los efectos de Henriette. A su vez, se reportaron daños en la carretera que comunica de Guaymas a Ciudad Obregón a causa del desbordamiento del arroyo "El Cocoraque". Por otra parte, la CONAGUA en el estado, informó que de acuerdo a sus primeros reportes, registraron precipitaciones de lluvia de hasta 121 milímetros en la presa "Adolfo Ruiz Cortines", 106 milímetros en "Punta de Agua" y 70 milímetros en "La Angostura".
El 7 de septiembre, las autoridades reportaron la muerte de dos personas más en Hermosillo y en Empalme, respectivamente. Por otra parte, en el municipio de Cajeme se desalojaron en su totalidad las localidades de Yucuribampo y Tesopobampo luego de que se desbordara el río Cocoraque. En Ciudad Obregón, se albergaron alrededor de 1500 personas en 42 refugios.